# Pingasa communicans
Pingasa communicans là một loài bướm đêm trong họ Geometridae.